# Перидинамика
.
Перидинамика - это формулировка механики сплошных сред, которая ориентирована на неоднородную деформацию, а именно на трещины.
Термин «перидинамика» образован от англоязычного «peridynamics», который состоит из двух слов: префикса «peri» (от греческого «peri», что означает «окружающий со всех сторон») и корня «dynamics» (динамика).

## Цель перидинамики
Теория перидинамики основана на интегральных уравнениях, в отличие от классической теорией механики сплошных сред, которая основана на дифференциальных уравнениях в частных производных. Учитывая то, что частные производные не существуют на поверхности с разломами и для других особенных точек, классические уравнения механики сплошных сред не могут быть применены напрямую когда эти особенности проявляются при деформации. Интегральные уравнения теории перидинамики могут применяться напрямую, потому что они не требуют непрерывности решения.
Возможность применения таких уравнений напрямую ко всем точкам математической модели деформируемой структуры помогает перидинамике избежать необходимости использовать специальные надстройки механики разрушения твёрдых тел. Например, для перидинамики, нет необходимости вводить отдельный закон роста трещин основанный на коэффициенте интенсивности напряжений.

## Определение базовой терминологии
Основным уравнением перидинамики является следующее уравнение движения:
{\displaystyle \rho (x){\ddot {u}}(x,t)=\int _{R}f(u(x',t)-u(x,t),x'-x,x)dV_{x'}+b(x,t)}
где {\displaystyle x} - точка тела {\displaystyle R}, {\displaystyle t} - время, {\displaystyle u} - вектор перемещения  и {\displaystyle \rho } - плотность в недеформированном объеме. {\displaystyle x'} - фиктивная переменная при интегрировании.

## Функция парных сил
{\displaystyle \displaystyle f(u-u',x-x',x')=-f(u'-u,x'-x,x)}
{\displaystyle \displaystyle ((x'+u')-(x+u))\times f(u'-u,x'-x,x)=0.}

## Состояния перидинамики
Теория описанная выше предполагает, что каждый отклик перидинамической связи независим от остальных. Это упрощение для большинства материалов и накладывает ограничения на типы материалов, которые могут быть смоделированы. В частности, коэффициент Пуассона для моделируемого материала, ограничен значением 0,25.

## Внешние ссылки
- Talks on Peridynamics at the SIAM Conference on Mathematical Aspects of Material Science 2008
- Emu software information
- PeriDoX open-source repository for peridynamics and its documentation
- PeriLab open-source repository for peridynamics written in Julia